# Lista de árbitros de futebol premiados pela IFFHS

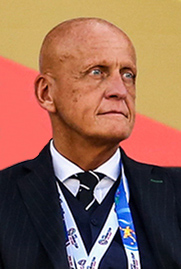
Pierluigi Collina, o árbitro com o maior número de prémios (seis) e maior número de pontos acumulados (1027).

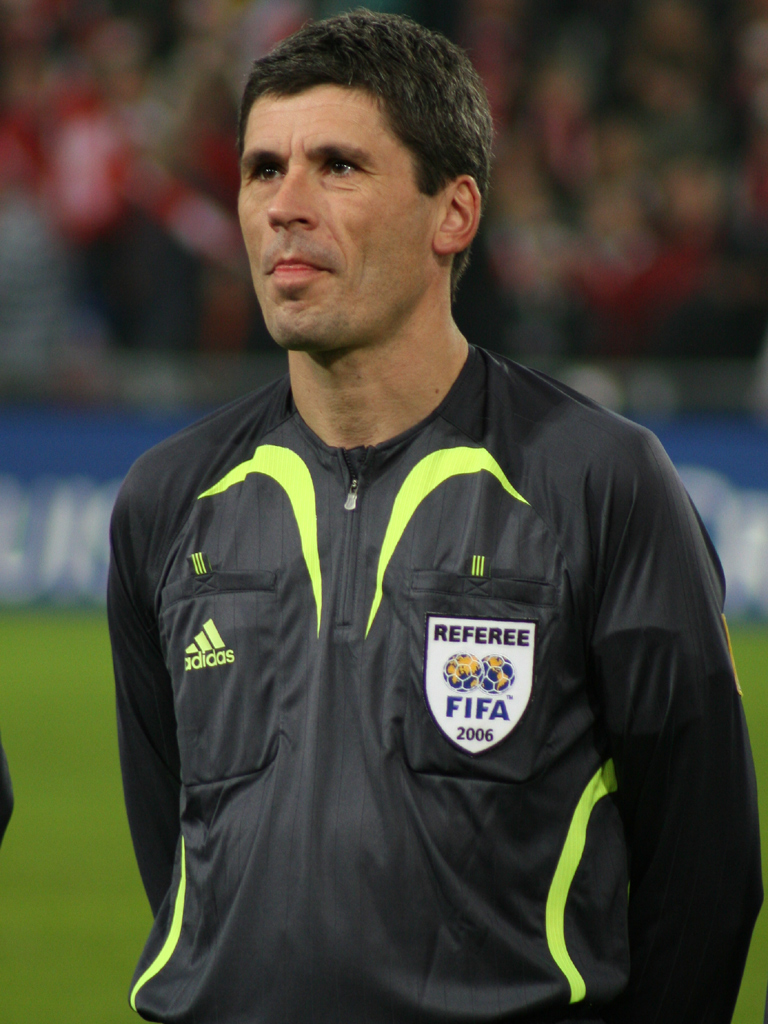
Markus Merk, segundo maior em pontos acumulados (567) e três vezes premiado com o título de melhor árbitro.

A lista de árbitros de futebol premiados pela Federação Internacional de História e Estatísticas do Futebol (IFFHS) existe desde 1987. É uma premiação que escolhe os melhores árbitros do mundo.

## Vencedores

### 1987
| #  | Árbitro                              | Pontos |
| -- | ------------------------------------ | ------ |
| 1  | Romualdo Arppi Filho                 | 74     |
| 2  | Alexis Ponnet                        | 56     |
| 3  | Luigi Agnolin                        | 51     |
| 4  | Michel Vautrot                       | 39     |
| 5  | Dieter Pauly                         | 17     |
| 6  | Vojtech Christov                     | 15     |
| 7  | George Courtney                      | 12     |
| 8  | Juan Carlos Loustau Robert Valentine | 10     |
| 10 | Keith Hackett                        | 8      |

### 1988
| #  | Árbitro              | Pontos |
| -- | -------------------- | ------ |
| 1  | Michel Vautrot       | 92     |
| 2  | Luigi Agnolin        | 41     |
| 3  | Alexis Ponnet        | 35     |
| 4  | Dieter Pauly         | 23     |
| 5  | Gérard Biguet        | 19     |
| 6  | Erik Fredriksson     | 16     |
| 7  | Romualdo Arppi Filho | 12     |
| 8  | Keith Hackett        | 11     |
| 9  | Arnaldo Cezar Coelho | 8      |
| 10 | Juan Carlos Loustau  | 7      |

### 1989
| #  | Árbitro               | Pontos |
| -- | --------------------- | ------ |
| 1  | Michel Vautrot        | 92     |
| 2  | Luigi Agnolin         | 47     |
| 3  | Erik Fredriksson      | 26     |
| 4  | George Courtney       | 21     |
| 5  | Alexis Ponnet         | 17     |
| 6  | Juan Carlos Loustau   | 16     |
| 7  | Dieter Pauly          | 15     |
| 8  | Karl-Heinz tritschler | 11     |
| 9  | Keith Hackett         | 8      |
| 10 | Gérard Biguet         | 7      |

### 1990
| #  | Árbitro                | Pontos |
| -- | ---------------------- | ------ |
| 1  | José Roberto Wright    | 97     |
| 2  | Michel Vautrot         | 43     |
| 3  | George Courtney        | 29     |
| 4  | Peter Mikkelsen        | 27     |
| 5  | Zoran Petrovic         | 26     |
| 6  | Joël Quiniou           | 24     |
| 7  | Helmut Kohl            | 19     |
| 8  | Juan Carlos Loustau    | 14     |
| 9  | Luigi Agnolin          | 12     |
| 10 | Edgardo Codesal Mendez | 9      |

### 1991
| #  | Árbitro                                                       | Pontos |
| -- | ------------------------------------------------------------- | ------ |
| 1  | Peter Mikkelsen                                               | 46     |
| 2  | Joël Quiniou José Roberto Wright                              | 36     |
| 4  | Tullio Lanese                                                 | 35     |
| 5  | Bo Karlsson                                                   | 26     |
| 6  | George Courtney                                               | 24     |
| 7  | Erik Fredriksson                                              | 20     |
| 8  | Zoran Petrovic Aron Schmidhuber                               | 19     |
| 10 | Emilio Soriano Aladrén Juan Carlos Loustau Kurt Röthlisberger | 14     |

### 1992
| #  | Árbitro                | Pontos |
| -- | ---------------------- | ------ |
| 1  | Aron Schmidhuber       | 55     |
| 2  | Juan Carlos Loustau    | 29     |
| 3  | Peter Mikkelsen        | 28     |
| 4  | Bruno Galler           | 27     |
| 5  | Tullio Lanese          | 23     |
| 6  | Bo Karlsson            | 19     |
| 7  | Arturo Brizio          | 14     |
| 8  | Pier-Luigi Pairetto    | 13     |
| 9  | Sándor Puhl            | 12     |
| 10 | Emilio Soriano Aladrén | 11     |

### 1993
| #  | Árbitro                                    | Pontos |
| -- | ------------------------------------------ | ------ |
| 1  | Peter Mikkelsen                            | 40     |
| 2  | Joël Quiniou                               | 35     |
| 3  | Sándor Puhl                                | 31     |
| 4  | Aron Schmidhuber                           | 23     |
| 5  | Kurt Röthlisberger                         | 20     |
| 6  | Pier-Luigi Pairetto                        | 18     |
| 7  | Karl-Josef Assenmacher Arturo Brizio       | 16     |
| 9  | Márcio Rezende de Freitas                  | 15     |
| 10 | Ernesto Filippi Cavani Juan Carlos Loustau | 11     |

### 1994
| #  | Árbitro                             | Pontos |
| -- | ----------------------------------- | ------ |
| 1  | Sándor Puhl                         | 93     |
| 2  | Joël Quiniou                        | 51     |
| 3  | Peter Mikkelsen                     | 46     |
| 4  | José Joaquín Torres Cadena          | 31     |
| 5  | Pier-Luigi Pairetto                 | 14     |
| 6  | Philip Don                          | 13     |
| 7  | Bernd Heynemann Kim Milton Nielsen  | 19     |
| 9  | Ion Craciunescu                     | 8      |
| 10 | Mario van der Ende Renato Marsiglia | 7      |

### 1995
| #  | Árbitro                                                    | Pontos |
| -- | ---------------------------------------------------------- | ------ |
| 1  | Sándor Puhl                                                | 41     |
| 2  | Ion Craciunescu                                            | 30     |
| 3  | Pier-Luigi Pairetto                                        | 24     |
| 4  | Peter Mikkelsen                                            | 22     |
| 5  | Jacobus H.Uilenberg                                        | 15     |
| 6  | Leslie William Mottram                                     | 14     |
| 7  | Manuel Díaz Vega                                           | 19 11  |
| 10 | Arturo Brizio David Roland Elleray Hellmut Krug Vadim Zhuk | 10     |

### 1996
| #  | Árbitro                                                | Pontos |
| -- | ------------------------------------------------------ | ------ |
| 1  | Sándor Puhl                                            | 82     |
| 2  | Pier-Luigi Pairetto                                    | 80     |
| 3  | Hellmut Krug Leslie William Mottram Mario van der Ende | 20     |
| 6  | Pierluigi Collina                                      | 17     |
| 7  | Javier Castrilli                                       | 15     |
| 8  | Peter Mikkelsen                                        | 14     |
| 9  | Manuel Díaz Vega                                       | 13     |
| 10 | David Roland Elleray                                   | 12     |

### 1997
| # | Árbitro                           | Pontos |
| - | --------------------------------- | ------ |
| 1 | Sándor Puhl                       | 82     |
| 2 | Peter Mikkelsen                   | 40     |
| 3 | Mario van der Ende                | 39     |
| 4 | Pierluigi Collina                 | 34     |
| 5 | Pier-Luigi Pairetto               | 23     |
| 6 | Hellmut Krug                      | 22     |
| 7 | Javier Castrilli Manuel Díaz Vega | 21     |
| 9 | David Roland Elleray Markus Merk  | 20     |

### 1998
| # | Árbitro                              | Pontos |
| - | ------------------------------------ | ------ |
| 1 | Pierluigi Collina                    | 70     |
| 2 | Saïd Belqola                         | 64     |
| 3 | José Manuel García-Aranda            | 40     |
| 4 | Marc Batta                           | 34     |
| 5 | Hugh Dallas Bernd Heynemann          | 22     |
| 7 | Javier Castrilli Ali Mohamed Bujsaim | 20     |
| 9 | Hellmut Krug Mario van der Ende      | 19     |

### 1999
| # | Árbitro                              | Pontos |
| - | ------------------------------------ | ------ |
| 1 | Pierluigi Collina                    | 126    |
| 2 | Hellmut Krug                         | 29     |
| 3 | Hugh Dallas                          | 27     |
| 4 | David Roland Elleray Bernd Heynemann | 23     |
| 6 | Kim Milton Nielsen                   | 19     |
| 7 | Urs Meier                            | 17     |
| 8 | José Manuel García-Aranda            | 16     |
| 9 | Paul Durkin Anders Frisk Markus Merk | 12     |

### 2000
| # | Árbitro                   | Pontos |
| - | ------------------------- | ------ |
| 1 | Pierluigi Collina         | 124    |
| 2 | Anders Frisk              | 69     |
| 3 | Markus Merk               | 40     |
| 4 | Kim Milton Nielsen        | 27     |
| 5 | Oscar Ruiz                | 25     |
| 6 | Urs Meier                 | 23     |
| 7 | José Manuel García-Aranda | 20     |
| 8 | Günter Benkö Hugh Dallas  | 18     |
| 7 | Hellmut Krug              | 16     |

### 2001
| #  | Árbitro            | Pontos |
| -- | ------------------ | ------ |
| 1  | Pierluigi Collina  | 129    |
| 2  | Anders Frisk       | 47     |
| 3  | Kim Milton Nielsen | 34     |
| 4  | Vítor Pereira      | 23     |
| 5  | Horacio Elizondo   | 22     |
| 6  | Hugh Dallas        | 21     |
| 7  | Dick Jol           | 19     |
| 8  | Markus Merk        | 18     |
| 9  | Urs Meier          | 17     |
| 10 | Stefano Braschi    | 15     |

### 2002
| #  | Árbitro             | Pontos |
| -- | ------------------- | ------ |
| 1  | Pierluigi Collina   | 222    |
| 2  | Urs Meier           | 72     |
| 3  | Kim Milton Nielsen  | 47     |
| 4  | Anders Frisk        | 38     |
| 5  | Hugh Dallas         | 21     |
| 6  | Oscar Ruiz          | 20     |
| 7  | Markus Merk         | 18     |
| 8  | Ali Mohamed Bujsaim | 11     |
| 9  | Saad Kameel Manei   | 9      |
| 10 | Vítor Pereira       | 8      |

### 2003
| # | Árbitro                     | Pontos |
| - | --------------------------- | ------ |
| 1 | Pierluigi Collina           | 157    |
| 2 | Markus Merk                 | 65     |
| 3 | Urs Meier                   | 36     |
| 4 | Valentin Ivanov             | 30     |
| 5 | Anders Frisk                | 27     |
| 6 | Kim Milton Nielsen          | 26     |
| 7 | Oscar Ruiz                  | 21     |
| 8 | Ľuboš Micheľ                | 19     |
| 9 | Jorge Larrionda Graham Poll | 10     |

### 2004
| #  | Árbitro                        | Pontos |
| -- | ------------------------------ | ------ |
| 1  | Markus Merk                    | 126    |
| 2  | Pierluigi Collina              | 122    |
| 3  | Anders Frisk                   | 59     |
| 4  | Kim Milton Nielsen             | 48     |
| 5  | Urs Meier                      | 25     |
| 6  | Oscar Ruiz                     | 14     |
| 7  | Valentin Ivanov Márcio Rezende | 12     |
| 9  | Graham Poll                    | 11     |
| 10 | Gilles Veissière               | 10     |

### 2005
| #  | Árbitro                        | Pontos |
| -- | ------------------------------ | ------ |
| 1  | Markus Merk                    | 102    |
| 2  | Manuel Enrique González        | 44     |
| 3  | Ľuboš Micheľ                   | 40     |
| 4  | Graham Poll                    | 36     |
| 5  | Kim Milton Nielsen             | 33     |
| 6  | Pierluigi Collina              | 26     |
| 7  | Valentin Ivanov                | 17     |
| 8  | Oscar Ruiz                     | 14     |
| 9  | Jorge Larrionda                | 13     |
| 10 | Carlos Chandia Roberto Rosetti | 10     |

### 2006
| #  | Árbitro               | Pontos |
| -- | --------------------- | ------ |
| 1  | Horacio Elizondo      | 159    |
| 2  | Ľuboš Micheľ          | 69     |
| 3  | Markus Merk           | 60     |
| 4  | Benito Archundia      | 42     |
| 5  | Luis Medina Cantalejo | 26     |
| 6  | Jorge Larrionda       | 24     |
| 7  | Roberto Rosetti       | 19     |
| 8  | Frank De Bleeckere    | 18     |
| 9  | Herbert Fandel        | 17     |
| 10 | Massimo Busacca       | 16     |

### 2007
| #  | Árbitro                 | Pontos |
| -- | ----------------------- | ------ |
| 1  | Markus Merk             | 106    |
| 2  | Herbert Fandel          | 92     |
| 3  | Ľuboš Micheľ            | 87     |
| 4  | Manuel Enrique González | 58     |
| 5  | Roberto Rosetti         | 55     |
| 6  | Massimo Busacca         | 43     |
| 7  | Luis Medina Cantalejo   | 41     |
| 8  | Jorge Larrionda         | 29     |
| 9  | Carlos Amarilla         | 27     |
| 10 | Frank De Bleeckere      | 24     |

### 2008
| #  | Árbitro                 | Pontos |
| -- | ----------------------- | ------ |
| 1  | Roberto Rosetti         | 204    |
| 2  | Ľuboš Micheľ            | 126    |
| 3  | Frank De Bleeckere      | 61     |
| 4  | Massimo Bussaca         | 60     |
| 5  | Herbert Fandel          | 47     |
| 6  | Peter Fröjdfeldt        | 42     |
| 7  | Manuel Enrique González | 27     |
| 8  | Howard Webb             | 26     |
| 9  | Hector Baldassi         | 24     |
| 10 | Markus Merk             | 21     |

### 2009
| #  | Árbitro                 | Pontos |
| -- | ----------------------- | ------ |
| 1  | Massimo Busacca         | 225    |
| 2  | Roberto Rosetti         | 147    |
| 3  | Howard Webb             | 52     |
| 4  | Jorge Larrionda         | 47     |
| 5  | Frank De Bleeckere      | 45     |
| 6  | Luis Medina Cantalejo   | 25     |
| 7  | Manuel Enrique González | 22     |
| 8  | Carlos Chandía          | 19     |
| 9  | Wolfgang Stark          | 19     |
| 10 | Héctor Baldassi         | 17     |

### 2010
| #  | Árbitro            | Pontos |
| -- | ------------------ | ------ |
| 1  | Howard Webb        | 189    |
| 2  | Ravshan Irmatov    | 128    |
| 3  | Massimo Busacca    | 90     |
| 4  | Frank de Bleeckere | 63     |
| 5  | Viktor Kassai      | 60     |
| 6  | Benito Archundia   | 44     |
| 7  | Wolfgang Stark     | 40     |
| 8  | Hector Baldassi    | 31     |
| 9  | Jorge Larrionda    | 29     |
| 10 | Roberto Rosetti    | 25     |

### 2011
| #  | Árbitro                 | Pontos |
| -- | ----------------------- | ------ |
| 01 | Viktor Kassai           | 138    |
| 02 | Howard Webb             | 103    |
| 03 | Ravshan Irmatov         | 97     |
| 04 | Wolfgang Stark          | 67     |
| 05 | Frank De Bleeckere      | 63     |
| 06 | Massimo Busacca         | 40     |
| 0  | Carlos Valesco Carballo | 40     |
| 08 | Nicola Rizzoli          | 29     |
| 09 | Jorge Larrionda         | 27     |
| 10 | Sálvio Spinola          | 23     |

### 2012
| #  | Árbitro         | Pontos |
| -- | --------------- | ------ |
| 01 | Pedro Proença   | 174    |
| 02 | Cüneyt Çakır    | 73     |
| 03 | Howard Webb     | 72     |
| 04 | Viktor Kassai   | 50     |
| 05 | Wolfgang Stark  | 40     |
| 06 | Ravshan Irmatov | 35     |
| 07 | Damir Skomina   | 26     |
| 08 | Wilmar Roldán   | 20     |
| 09 | Felix Brych     | 15     |
| 10 | Stéphane Lannoy | 13     |
| 0  | Nicola Rizzoli  | 13     |

### 2013
| #  | Árbitro                 | Pontos |
| -- | ----------------------- | ------ |
| 01 | Howard Webb             | 102    |
| 02 | Nicola Rizzoli          | 82     |
| 03 | Viktor Kassai           | 53     |
| 04 | Felix Brych             | 42     |
| 05 | Cüneyt Çakır            | 40     |
| 06 | Bjorn Kuipers           | 38     |
| 07 | Pedro Proença           | 35     |
| 08 | Ravshan Irmatov         | 29     |
| 09 | Carlos Valesco Carballo | 22     |
| 10 | Gianluca Rocchi         | 17     |

### 2014
| #   | Árbitro                 | Pontos |
| --- | ----------------------- | ------ |
| 01  | Nicola Rizzoli          | 131    |
| 02  | Howard Webb             | 78     |
| 03  | Felix Brych             | 61     |
| 04  | Bjorn Kuipers           | 45     |
| 05  | Ravshan Irmatov         | 37     |
| 06  | Pedro Proença           | 34     |
| 07  | Carlos Valesco Carballo | 16     |
| 08  | Cüneyt Çakır            | 13     |
| 08  | Marco Rodríguez         | 13     |
| 100 | Néstor Pitana           | 7      |

### 2015
| #  | Árbitro                 | Pontos |
| -- | ----------------------- | ------ |
| 01 | Nicola Rizzoli          | 80     |
| 02 | Martin Atinkson         | 72     |
| 03 | Cüneyt Çakır            | 71     |
| 04 | Felix Brych             | 59     |
| 05 | Bjorn Kuipers           | 35     |
| 06 | Mark Clattenburg        | 24     |
| 07 | Wilmar Roldán           | 21     |
| 08 | Jonas Eriksson          | 14     |
| 09 | Carlos Valesco Carballo | 11     |
| 10 | Benjamin Williams       | 6      |

### 2016
| #  | Árbitro          | Pontos |
| -- | ---------------- | ------ |
| 01 | Mark Clattenburg | 141    |
| 02 | Nicola Rizzoli   | 65     |
| 03 | Viktor Kassai    | 55     |
| 04 | Jonas Eriksson   | 43     |
| 05 | Cüneyt Çakır     | 28     |
| 05 | Bjorn Kuipers    | 28     |
| 07 | Felix Brych      | 26     |
| 08 | Martin Atinkson  | 20     |
| 09 | Damir Skomina    | 19     |
| 10 | Néstor Pitana    | 14     |

### 2017
| #  | Árbitro             | Pontos |
| -- | ------------------- | ------ |
| 01 | Felix Brych         | 178    |
| 02 | Martin Atinkson     | 73     |
| 03 | Nicola Rizzoli      | 59     |
| 04 | Mark Clattenburg    | 50     |
| 05 | Néstor Pitana       | 46     |
| 06 | Bjorn Kuipers       | 44     |
| 07 | Damir Skomina       | 40     |
| 08 | Cüneyt Çakır        | 39     |
| 09 | Milorad Mažić       | 38     |
| 10 | Antonio Mateu Lahoz | 32     |

## Ranking Historico
Esta lista mostra o ranking histórico. Para um árbitro acumular pontos neste ranking é preciso que ele fique entre os vinte melhores dos anos de 1987 a 2012. O sistema de pontuação funciona dando 20 pontos ao primeiro colocado, 19 ao segundo e assim sucessivamente até chegar ao vigésimo que recebe 1 ponto.
| #  | Árbitro             | Pontos |
| -- | ------------------- | ------ |
| 01 | Markus Merk         | 135    |
| 02 | Jorge Larrionda     | 108    |
| 03 | Oscar Ruiz          | 104    |
| 04 | Franck de Bleeckere | 98     |
| 05 | Massimo Busacca     | 96     |
| 0  | Ľuboš Micheľ        | 96     |
| 07 | Pierluigi Collina   | 94     |
| 08 | Roberto Rosetti     | 91     |
| 09 | Kim Milton Nielsen  | 84     |
| 10 | Howard Melton Webb  | 80     |